# Ancita longicornis
Ancita longicornis är en skalbaggsart som beskrevs av Mckeown 1948. Ancita longicornis ingår i släktet Ancita och familjen långhorningar. Inga underarter finns listade i Catalogue of Life.